# Protearomyia martinia
Protearomyia martinia is een vliegensoort uit de familie van de Lonchaeidae. De wetenschappelijke naam van de soort is voor het eerst geldig gepubliceerd in 1983 door McAlpine.